# Steinmauern
Steinmauern ist eine Gemeinde in Baden-Württemberg mit mehr als 3000 Einwohnern und gehört zum Landkreis Rastatt. Das Dorf ist etwa 4 km von Rastatt und rund 20 km von Karlsruhe entfernt.
Die Gemeinde ist ein Mitglied der Vereinbarten Verwaltungsgemeinschaft der Stadt Rastatt.

## Geografie

### Lage
Den westlichen Ortsrand begrenzt die begradigte Murg; die alte Murg (lokal auch als Stinkgraben bezeichnet) fließt durch den Ort. Der Rhein bildet die natürliche Grenze zu Frankreich im Westen des Gemeindegebiets. Gegenüber liegt der französische Ort Munchhausen.

### Nachbarorte
Folgende Ortschaften liegen in unmittelbarer Nachbarschaft (im Uhrzeigersinn):
Elchesheim-Illingen, Bietigheim, Ötigheim, Rastatt, Plittersdorf (zu Rastatt) und im Westen Münchhausen (Frankreich).

### Gemeindegliederung
Zur Gemeinde Steinmauern gehören das Dorf Steinmauern und die Häuser Funkhaus und Inselhof. Im Gemeindegebiet liegt die Wüstung Mervelt.

### Klima
Durch die Lage in der Oberrheinischen Tiefebene herrscht hier milderes Klima vor als in vergleichbaren Gebieten Deutschlands. Die Jahresdurchschnittstemperatur beträgt 10,7 °C.

## Geschichte

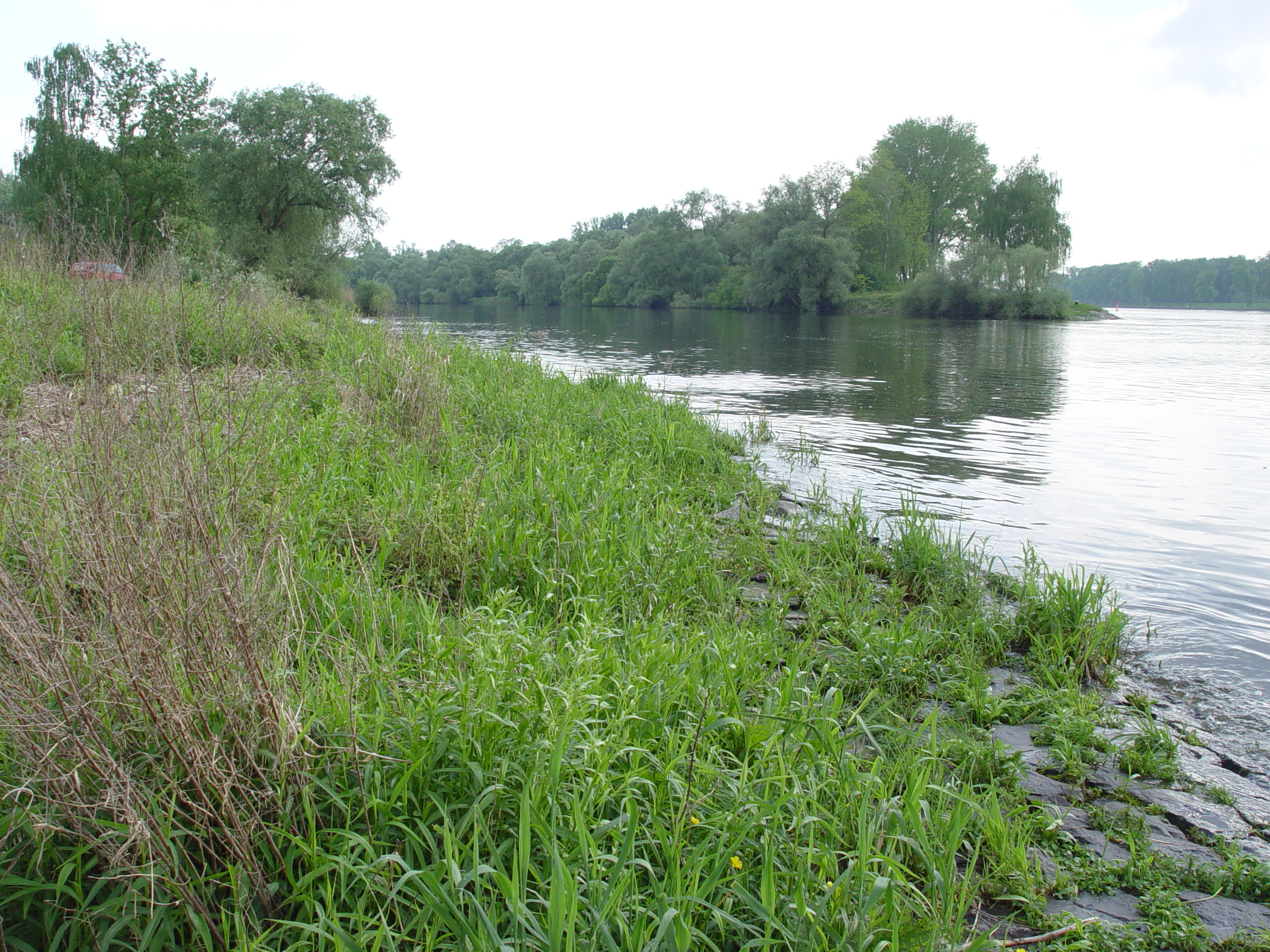
Murgmündung bei Steinmauern

### Ortsgeschichte
Die erste urkundliche Erwähnung von Steinmauern erfolgte im Jahre 1239. Verschiedene Münzfunde, Fundamente römischer Bauwerke und ein im Goldkanal gefundener römischer Meilenstein lassen ein deutlich höheres Alter des Ortes vermuten. Der Ortsname kommt daher, dass die Bewohner des Ortes in der einst inselreichen Auenlandschaft des Rheines Mauern aus Steinen als Schutzwälle für ihre Behausungen errichtet hatten.
Steinmauern war eines der wichtigsten Flößerdörfer am Oberrhein, was über Jahrhunderte für Wohlstand im Ort sorgte. Im 18. und 19. Jahrhundert waren es die Steinmauerner Flößer, die den überregionalen Ruf und die wirtschaftlichen Belange prägten. Ihnen verdankte der Ort seine besondere Rolle als Umschlagplatz und Hauptmarkt, was gewisse Privilegien in der Region mit sich brachte.
Während der Gefechte an der Murglinie in der Schlussphase der Badischen Revolution im Juni 1849 wurde Steinmauern mehrfach zum Gefechtsfeld.

### Bevölkerungsentwicklung
Hatte die Gemeinde Steinmauern im Jahr 1961 noch 1820 Einwohner, so lebten 2005 bereits 2916 Menschen in Steinmauern.

## Religionen

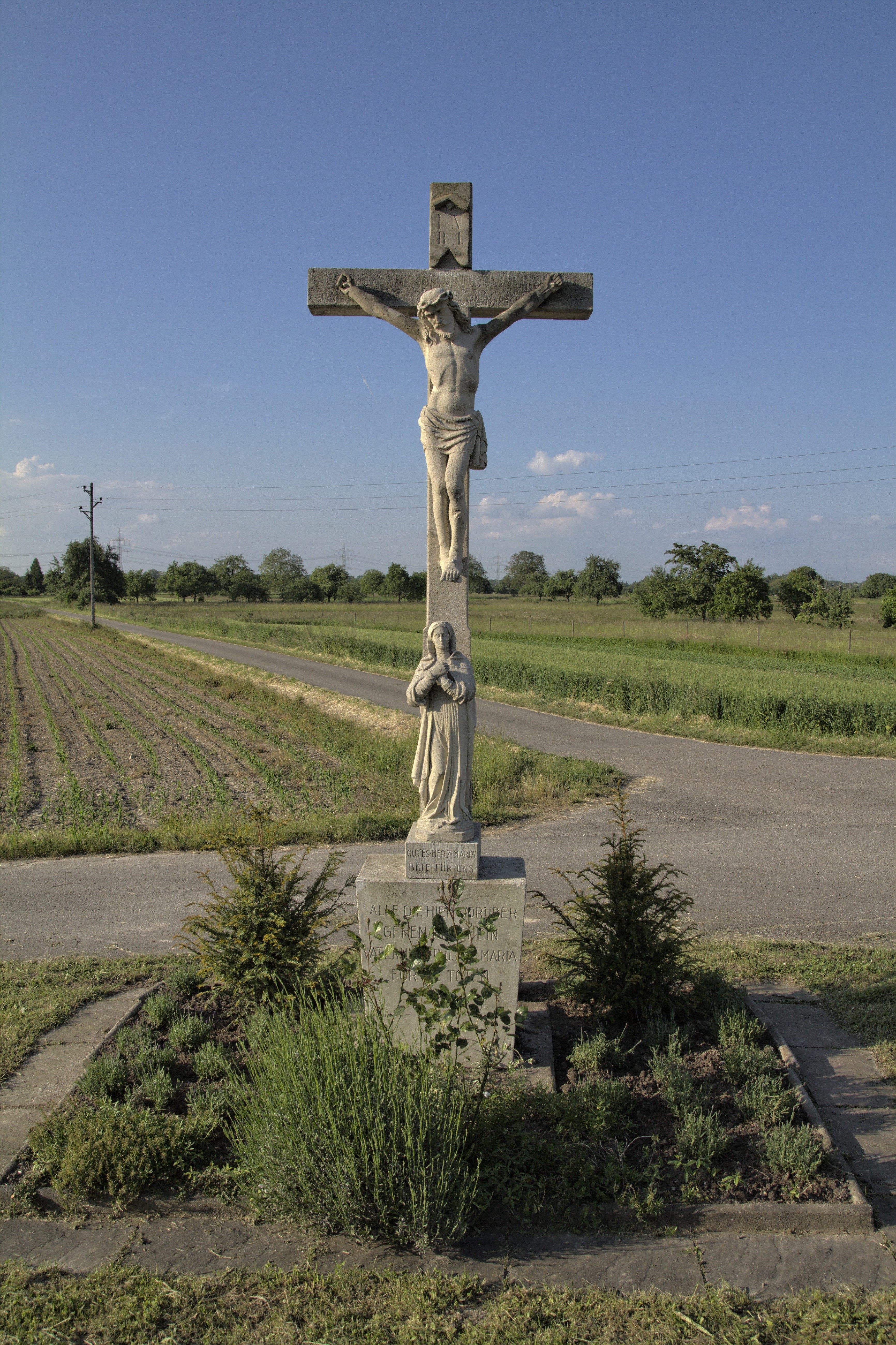
Wegkreuz Richtung Rhein

Mit rund 74 % stellen die Katholiken in Steinmauern den größten Bevölkerungsanteil dar, die Zahl der Protestanten beträgt etwa 15 %.

## Politik

### Gemeinderat
Der Gemeinderat hat 12 ehrenamtliche Mitglieder, die für fünf Jahre gewählt werden. Hinzu kommt der Bürgermeister als stimmberechtigter Gemeinderatsvorsitzender.
Die Kommunalwahl 2024 führte zu folgendem Ergebnis (in Klammern: Unterschied zu 2019):
| Gemeinderat 2024                     | Gemeinderat 2024 | Gemeinderat 2024 | Gemeinderat 2024 | Gemeinderat 2024 |
| Partei / Liste                       | Stimmenanteil    | Sitze            |                  |                  |
| ------------------------------------ | ---------------- | ---------------- | ---------------- | ---------------- |
| Bürgervereinigung (BV)               | 61,0 % (+25,7)   | 7 (+3)           |                  |                  |
| CDU                                  | 39,0 % (−0,6)    | 5 (±0)           |                  |                  |
| Wählergemeinschaft Steinmauern (WGS) | n. a. (−25,1)    | 0 (−3)           |                  |                  |
| Wahlbeteiligung: 61,5 % (+0,7)       |                  |                  |                  |                  |

### Bürgermeister
Toni Hoffarth ist seit dem 1. Januar 2021 Bürgermeister. Er wurde am 25. Oktober 2020 mit 75,9 % der Stimmen bei einer Wahlbeteiligung von 57,2 % gewählt.

### Gemeindeverband
Die Gemeinde Steinmauern ist Mitglied des Gemeindeverbandes MÖBS.

### Partnerschaften
Steinmauern unterhält partnerschaftliche Beziehungen zur Gemeinde Steinmaur in der Schweiz.

## Kultur und Sehenswürdigkeiten

### Bauwerke
- Klever-Haus: Ein altes Fachwerkhaus der ehemaligen Besitzer Udo und Marie-Luise Klever in der Spichstraße 5 wurde von der Gemeinde Steinmauern übernommen und unter dem Engagement des Vereins KleverHaus e. V. renoviert und neu eingerichtet und dient im Sinne der Vorbesitzer als Begegnungsstätte mit Programm.
- Kirche: Das Ortsbild prägt der achteckige Glockenturm der katholischen Pfarrkirche. Sie wurde 1837/38 nach Plänen des herzoglichen Bezirksbaumeisters Johann Ludwig Weinbrenner errichtet. Ende des Zweiten Weltkriegs wurde die Kirche noch erheblich zerstört und musste in jahrelanger Kleinarbeit erneuert werden.

### Museen
Mit der Einrichtung des Flößereimuseums 1996 im Dachgeschoss des Rathauses wurde eine Erinnerungsstätte an die Zeit der Flößer geschaffen, die das Schicksal und die Lebensumstände der Steinmauerner Einwohner geprägt hat.
2001 wurde das Museum durch einen Freilichtbereich ergänzt. Das Flößermuseum ist Bestandteil des Pamina-Rheinparks.

### Freizeit und Erholung
Der Goldkanal ist ein wichtiges Naherholungsziel, im Sommer gefragter Ort zum Baden, Rudern, Paddeln, Angeln und Spazierengehen. Es kommen Wochenend-Touristen aus dem süddeutschen Raum an den Goldkanal.

## Wirtschaft und Infrastruktur
In Steinmauern finden rund 380 Menschen in ca. 130 gewerblichen Betrieben Arbeit. Unter anderem ein Metzger, Bäcker, Ärzte, sowie ein Fertigungsbetrieb für CNC-gefräste Bauteile und international tätige Unternehmen der Papier- und Kunststoffbranche sind hier ansässig.

### Verkehr
An Steinmauern vorbei verläuft die rechtsrheinische Variante des Rheinradwegs, der von der Quelle des Rheins am Oberalppass im Schweizer Kanton Graubünden bis zur Mündung bei Rotterdam führt. Er verläuft über Plittersdorf und quert bei Steinmauern die Murg. Weiter führt er über Elchesheim-Illingen nach Au am Rhein. Der Radfernweg ist als Eurovelo-Route 15 (Rheinradweg) und als D-Route 8 (Rhein-Route) ausgewiesen.
Steinmauern ist Mitglied der AGFK (Arbeitsgemeinschaft Fahrrad- und Fußverkehrsfreundlicher Kommunen) in Baden-Württemberg.

### Bildung
Neben einer Grundschule verfügt Steinmauern auch über einen Kindergarten.

## Persönlichkeiten

Karl Julius Späth

- Karl Julius Späth (1838–1919), Erfinder (Astronomische Uhr)
- Joseph Rummel (1876–1964), Bischof von Omaha (1928–1935), Erzbischof von New Orleans (1935–1964)

## Galerie

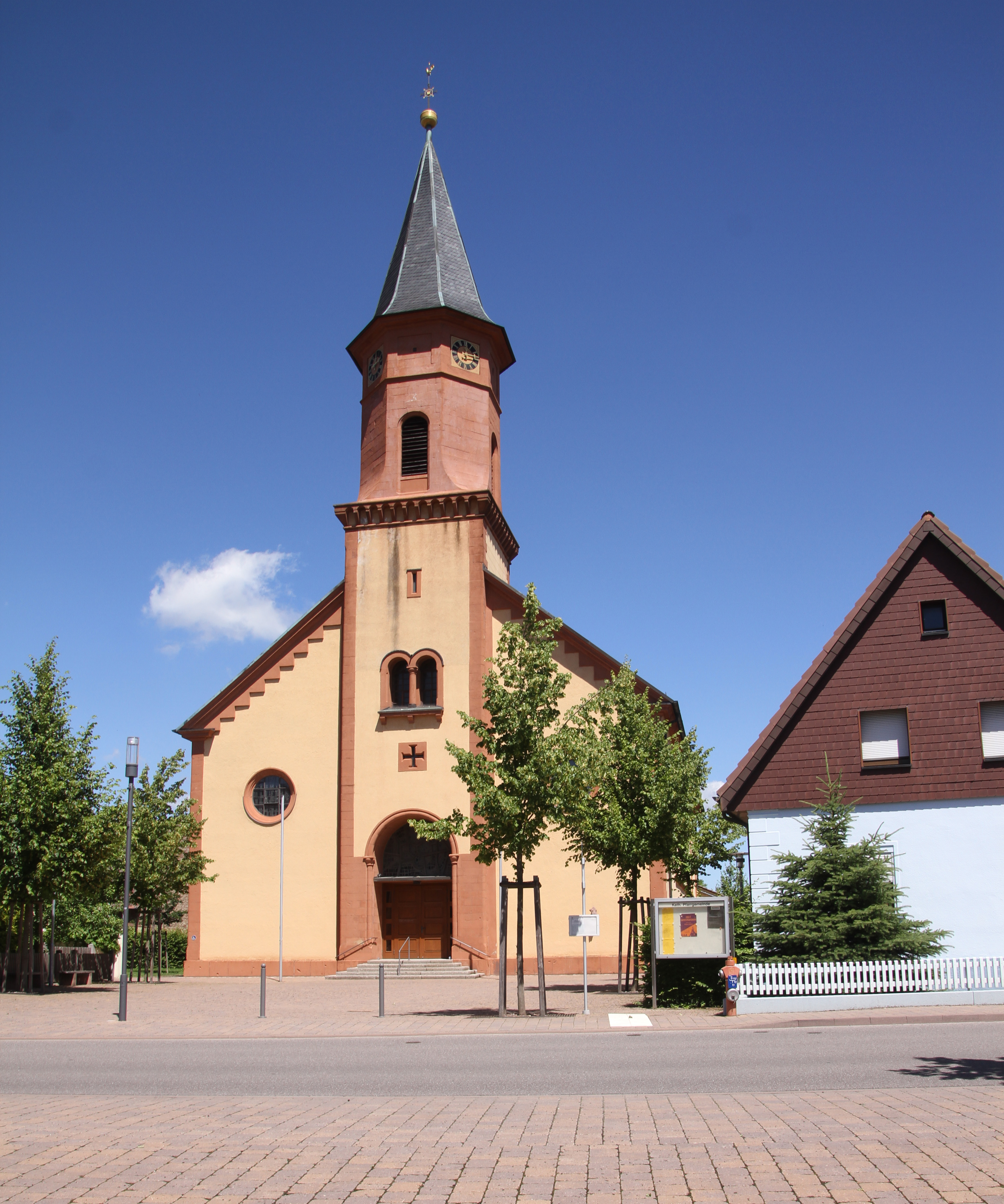
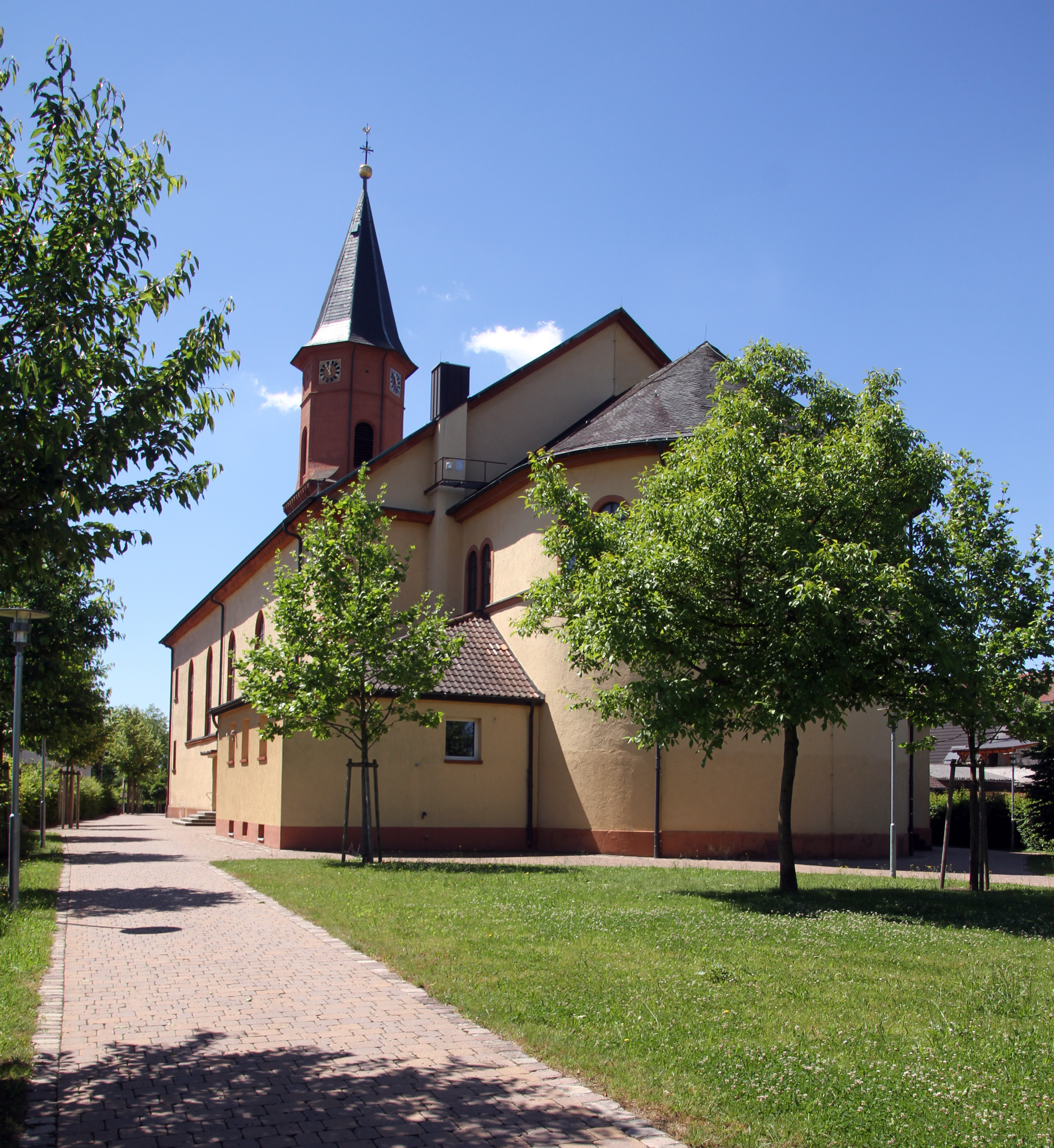
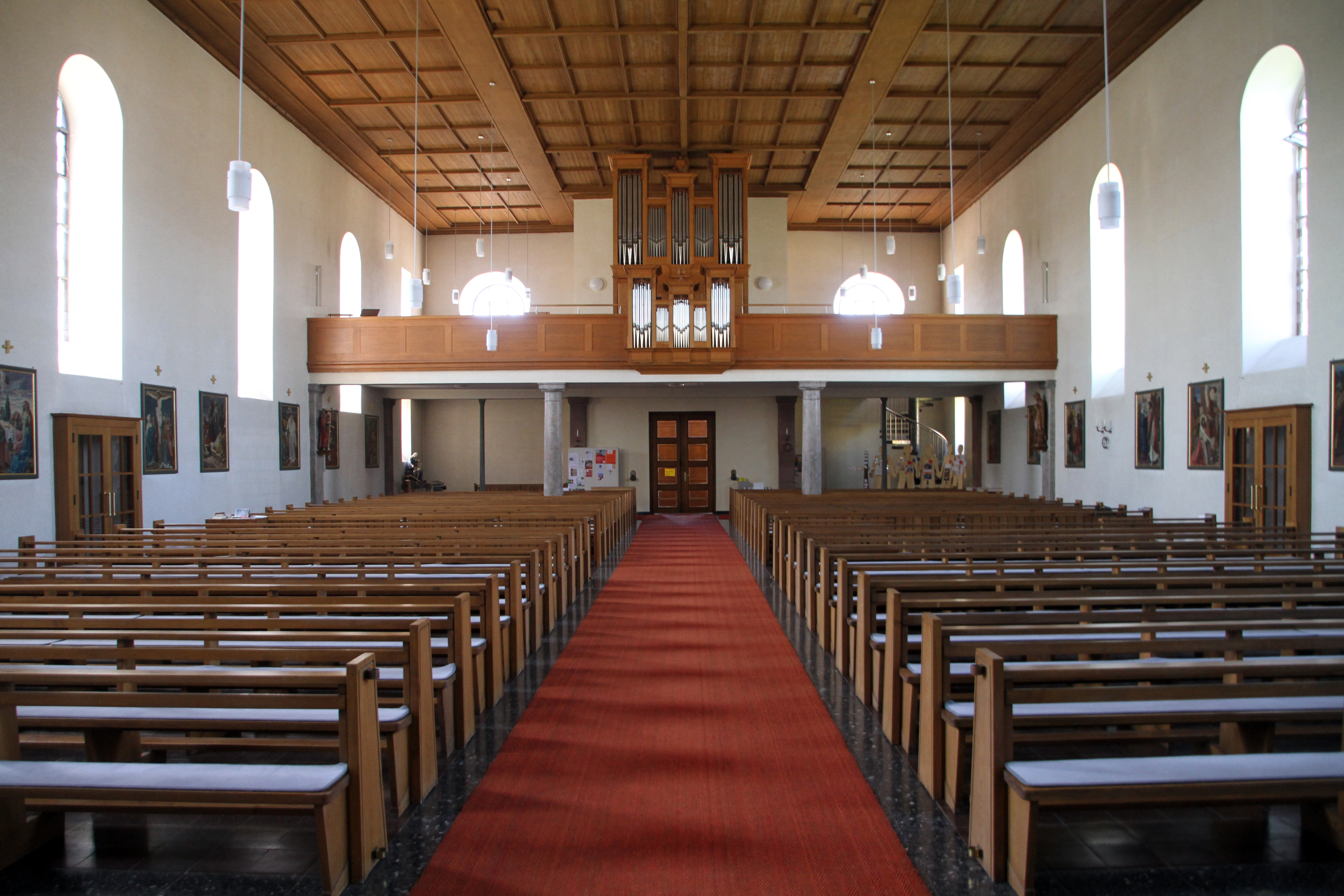
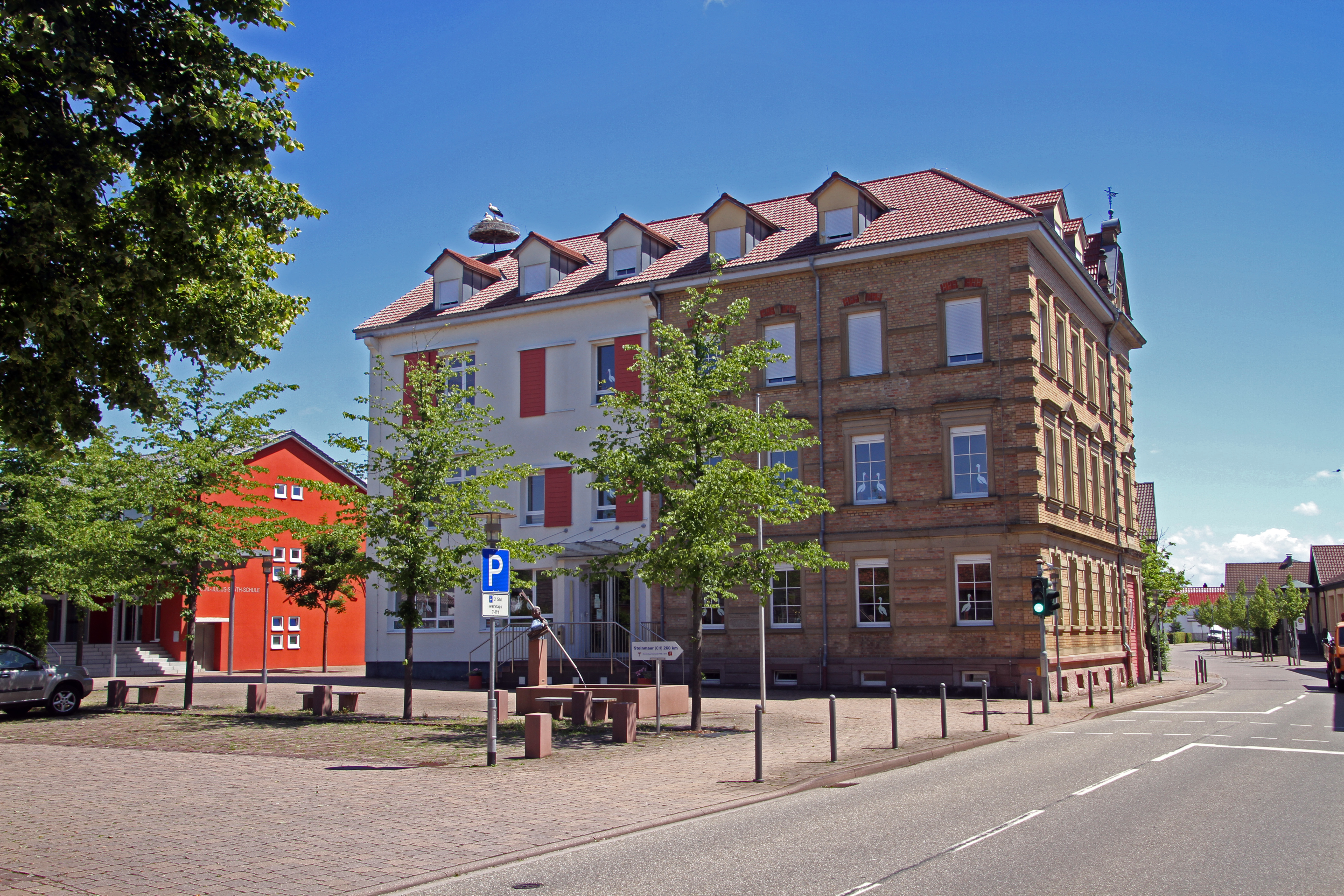
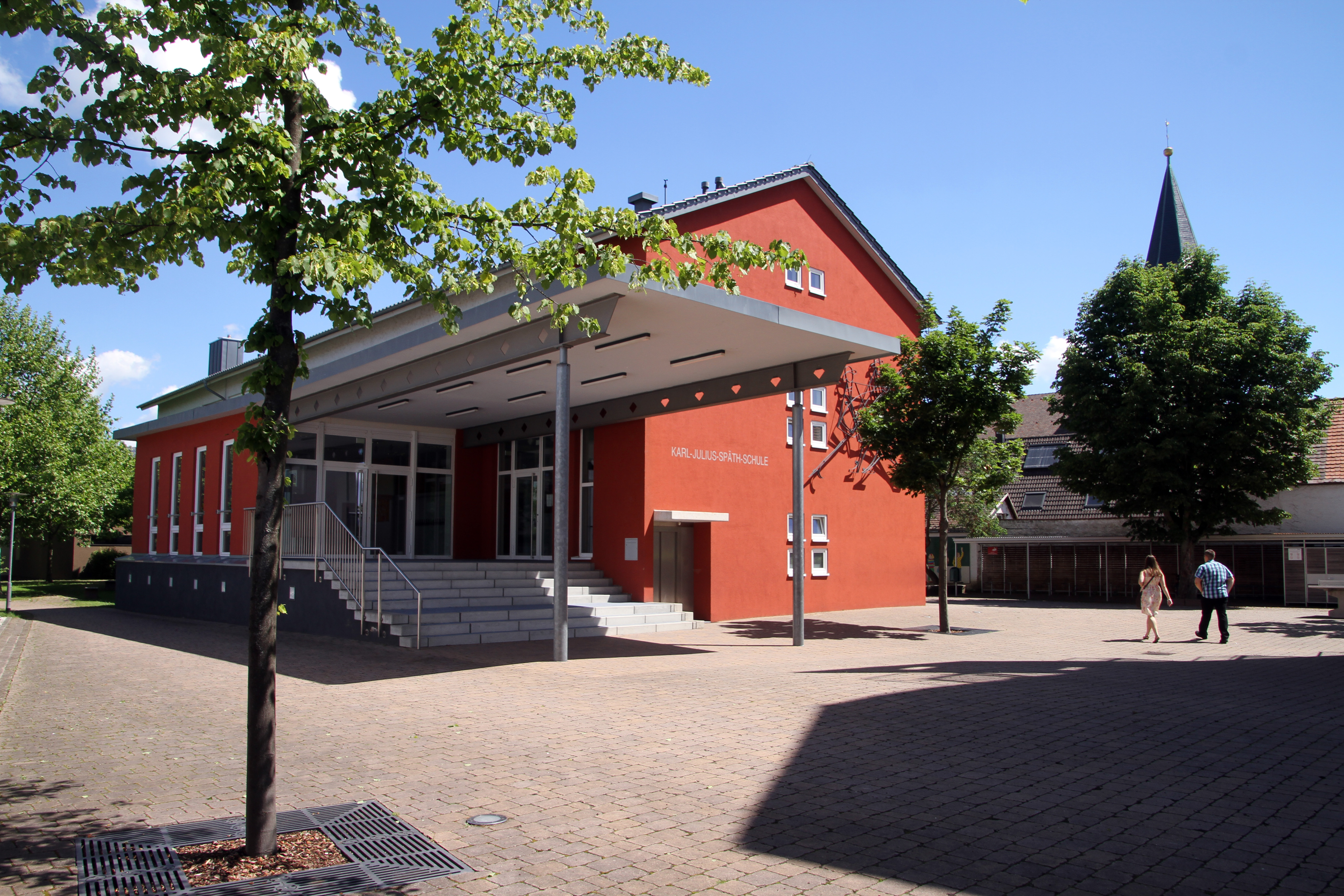
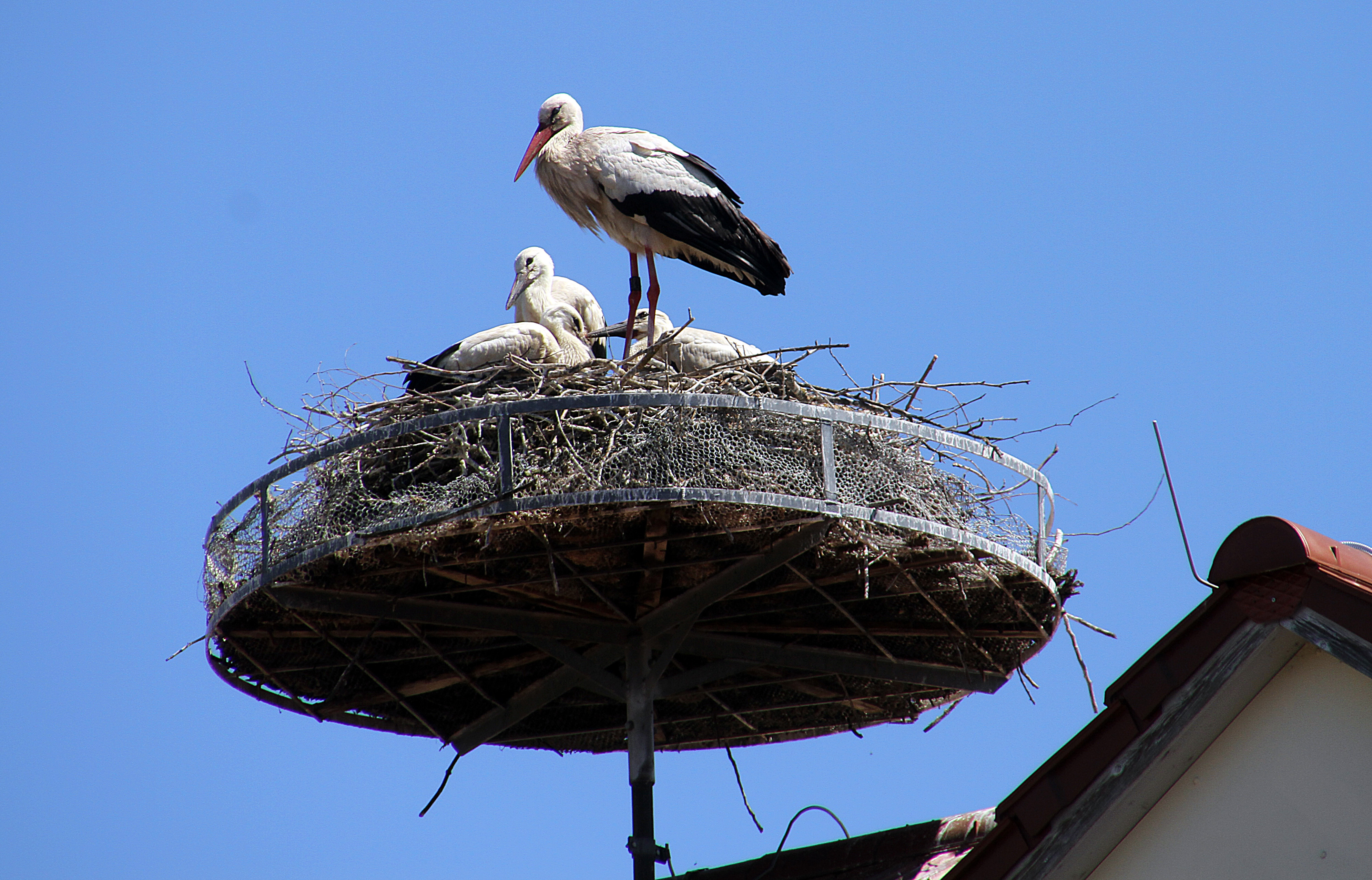
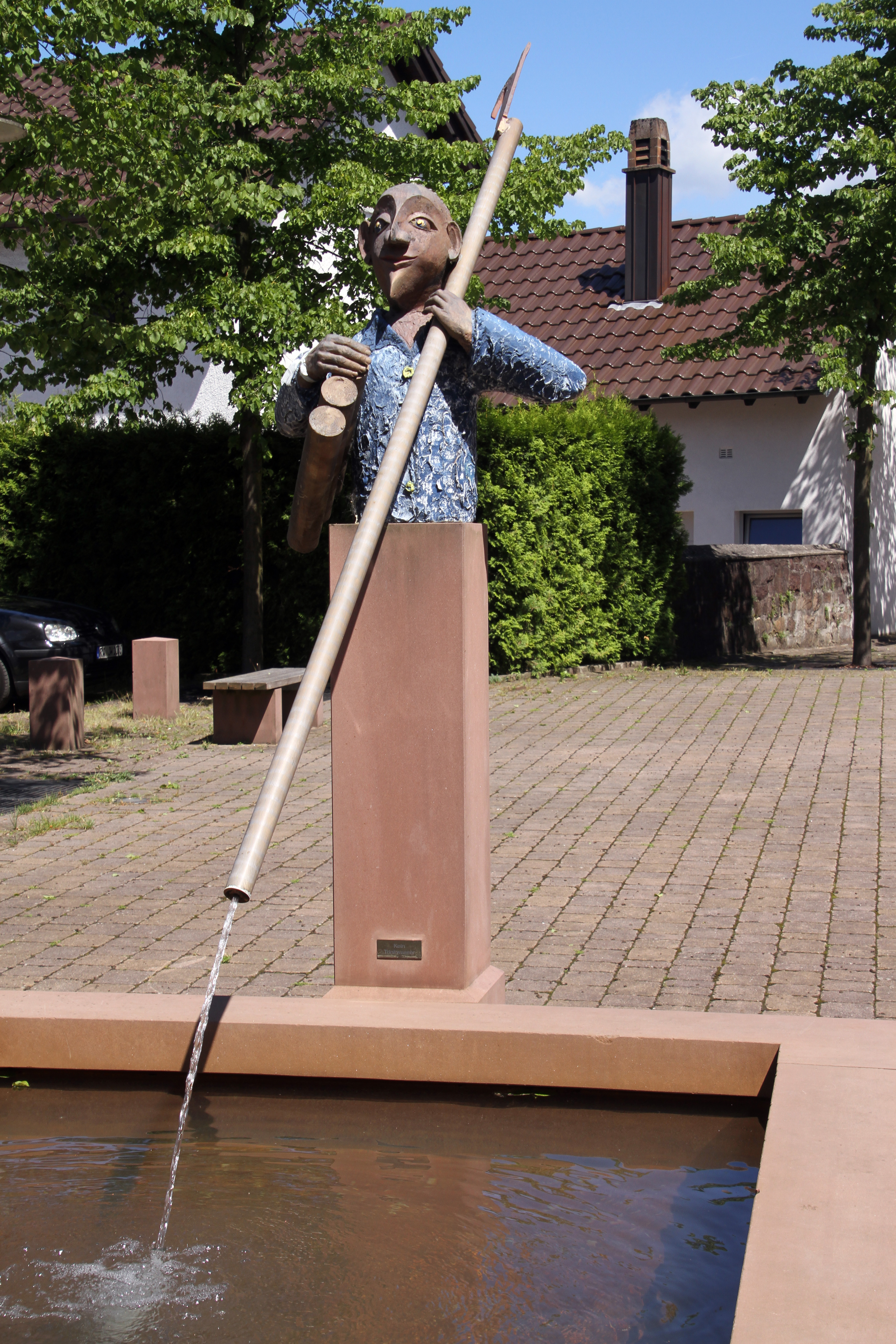
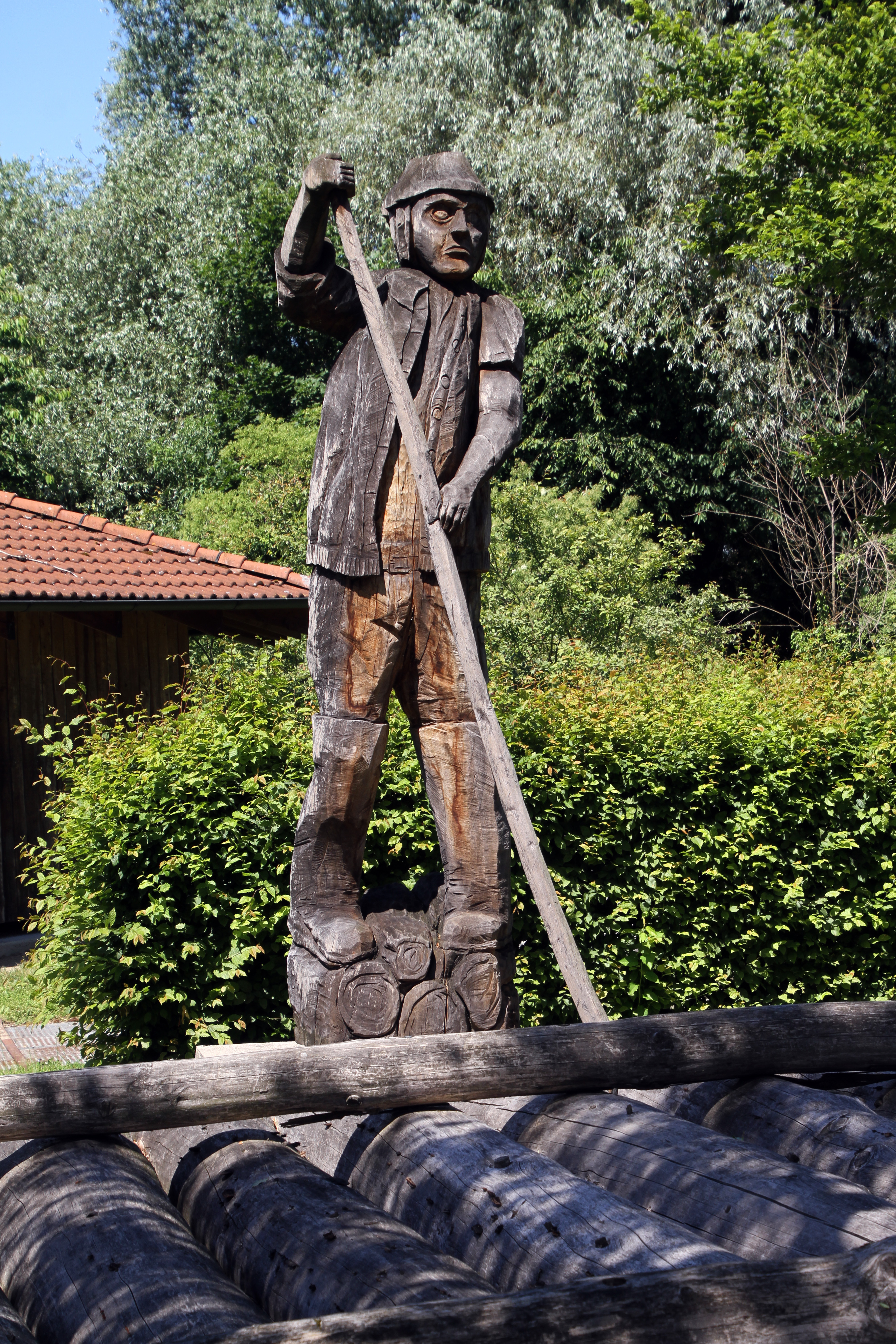